# امام قيس (دوراهان)
امام قيس (بالفارسية: امام‌قیس) هي مستوطنة تقع في إيران في قسم درواهان الريفي. يقدر عدد سكانها بـ 2,638 نسمة .